# John Hilton (tafeltennisser)
John Hilton (25 juni 1947) is een Engels voormalig tafeltennisser. Hij werd in Bern 1980 Europees kampioen enkelspel, een jaar nadat hij met het nationale team zilver won in het landentoernooi. Hij gebruikte hiervoor een dusdanig soort batje dat dit er later mede toe leidde dat de ITTF regelveranderingen doorvoerde ten opzichte van het toegestane materiaal.

## Sportieve loopbaan
Hilton was internationaal actief van 1977 tot en met 1983. Hij speelde in die tijd op vier wereldkampioenschappen (1977-1983), twee Europese kampioenschappen (1978-1980) en één World Cup. De Engelsman plaatste zich in 1981 voor de Europese Top-12, waarop hij als laatste eindigde.
Hilton speelde op beide EK's waaraan hij deelnam een finale. In die van 1978 moest hij het met het Engelse team afleggen tegen de Zweden. Twee jaar later vierde hij het hoogtepunt van zijn sportcarrière. Bij zijn enige deelname aan het EK-enkelspel stootte Hilton meteen door tot de finale, om daarin vervolgens met 3-0 af te rekenen met de Tsjecho-Slowaak Josef Dvořáček. In 1982 schreef Hilton met zijn Duitse club ATSV Saarbrücken eveneens de ETTU Cup op zijn naam, samen met Dragutin Šurbek en de Duitser Peter Engel.
Hiltons EK-overwinning was koren op de molen van critici van materiaalspel in het tafeltennis. De Engelsman gebruikte namelijk aan één kant van zijn batje een glad rubber en aan de andere kant noppen, alleen beide zijdes waren zwart. Hierdoor konden tegenstanders amper tot niet inschatten wat voor slag hij gebruikte. In 1984 paste de ITTF de regels zodanig aan dat het verplicht werd verschillende kleuren rubber te gebruiken voor verschillend materiaal.